# 李蜜
李蜜（1986年5月27日—），福建莆田人，毕业于中国传媒大学，中国中央电视台节目主持人。

## 作品

### 电视剧
- 《永远的忠诚》

### 电影
- 《刺陵》
- 《梦里花落》

### 电视节目
- 《中国电影报道》
- 《音乐之声》

## 奖项
2007年，第五届中央电视台电视节目主持人大赛银奖。